# Sonia Tercero Ramiro
Sonia Tercero Ramiro (Madrid, 1966) es directora, productora y guionista de cine y televisión. Es periodista, MBA en Gestión de Empresas de Televisión de la Universidad de Salamanca, licenciada en Periodismo por la Universidad Complutense de Madrid. Ha realizado estudios de marketing en ESIC, fotografía y guion cinematográfico en la Escuela de Letras. Ha sido responsable de la gestión del Ateneo de Casa de América en Madrid y directora de comunicación del área de Ocio y Entretenimiento del grupo PRISA (2000-2004). En 2008 fundó su propia productora, TIME ZONE SL, con la cual produce y dirige documentales y desarrolla nuevos formatos para Broadcasters Españolas.

## Filmografía

#### Jardines con historia (2021-2024)
Serie documental para TVE2 de 52 capítulos presentados por el arquitecto Arturo Franco y Mónica Luengo, donde se relata la biografía de personajes históricos amantes de la naturaleza, que promovieron la creación de jardines, parte del patrimonio paisajístico español, contribuyendo al desarrollo de la cultura botánica, el arte y la ciencia. Premio Iris del Jurado de la Academia de Televisión 2021.

#### Cien años mirando al futuro (2023)
Corto documental en conmemoración del centenario de la Revista de Occidente, editada por la Fundación Ortega-Marañón

#### Deporte en las venas (2022)
Documental 50 aniversario del CD Estudio.
Lo que parecía una aventura de un grupo de familias por apoyar el deporte en el Colegio Estudio de Madrid, se ha transformado en una cantera de 12 escuelas cuyos alumnos han conseguido títulos nacionales y records en el mundo, a lo largo de más de 50 años.

#### Ramón Menéndez Pidal, la historia oculta en las palabras (2019)
Narra el largo camino transitado por el filólogo español Ramón Menéndez Pidal, para demostrar la existencia de una larga tradición oral del romancero en nuestra cultura. La recolección de testimonios directos en las zonas más remotas de la geografía española y americana, dará como fruto El Archivo del Romancero, trasladado Suiza durante la guerra civil junto con los cuadros del Museo del Prado. Sus descubrimientos acercaron la cultura popular a la investigación y catapultaron internacionalmente nuestra épica medieval con La Leyenda de los Infantes de Lara y el Cantar del Mío Cid, con el que dató la ruta del Camino de Santiago y sobre el que asesoró en la película El Cid de Anthony Mann, protagonizada por Charlton Heston y Sofía Loren. Estudió todas las lenguas de la península. Descubrió la existencia del romancero a Federico García Lorca. Vivió el exilio tras la Guerra Civil, y fue desposeído de la dirección de la Real Academia Española de la lengua, cargo en el que sería restablecido por Pemán. El reconocimiento a su labor durante tres cuartos del siglo XX le llevarán a la dirección de instituciones trascendentales para la promoción y difusión internacional de la cultura española, como El Centro de Estudios Históricos o la Real Academia de Historia, donde amplificará la dimensión de su labor científica. Estrenado en Imprescindibles de TVE 2 el 19 de abril de 2020.

#### Joaquín Sorolla: Los viajes de la luz (2017)
Documental basado en la biografía del pintor 'naturalista' español Joaquín Sorolla Bastida (1863-1923), que alcanzó la máxima fama en España tras ganar el Gran Premio 1900 de la Exposición Universal en París. Sus pinturas fueron profundamente criticadas por los intelectuales españoles de este período. Fue comisionado por el multimillonario estadounidense Archer Milton Huttington para decorar la sede de su Fundación, la Hispanic Society of America. Este trabajo le llevó un período de 8 años después del cual murió. Su obra y su fama pasaron por un período de olvido hasta 2009, cuando su prestigio se recuperó con una gran exposición retrospectiva que recorrió toda España. En los Estados Unidos vendió una gran cantidad de piezas durante sus dos visitas al país, cuando retrató al presidente Taft y en todo el mundo su obra es reconocida por la luz del Mediterráneo que capturó en su obra. Emitida  el 8 de mayo y el 23 de octubre de 2017  en Imprescindibles de TVE2. Se estrenó en el ‘American Space’ de Madrid de la Embajada de Estados Unidos en España, en Cineteca de Matadero Madrid y en la Real Academia de Bellas Artes de San Fernando. Medalla de bronce mundial en el Festival de Cine y Televisión de Nueva York, 2018. Estrenado en la Universidad de Oxford en 2019, dentro de la retrospectiva dedicada al pintor organizada por el British Museum de Londres.

#### Robles, duelo al sol (2015)
Documental sobre la investigación llevada a cabo por el novelista John Dos Passos, en busca de su amigo, José Robles Pazos, traductor de Manhattan Transfer al español, durante la guerra Civil española. Este caso histórico provocó la ruptura de la amistad entre John Dos Passos y Ernest Hemingway. Coproducido por TVE y Time Zone, estrenado en el Festival de Cine de Málaga, Documenta Madrid, Cinema JOVE, Festival de Cine de Calanda, Festival de Cine y Literatura de Santiago de Chile (FESEK), Filmoteca de Catalunya, Segovia (MUCES), Festival de Cine de Lleida, Denia (Alicante), Madrid Media Lab, Congreso Bianual de la Sociedad John Dos Passos (2015 y 2017), finalista a los premios Goya 2016.  Emitido por TVE2 en el espacio Documentales de la 2, el 20 de octubre de 2017.

#### Huellas en el cielo (2012)
Dirigido y escrito junto a Susan Youdelman-Azcona, en el que realiza una incursión en la historia de la aviación a través de la biografía del empresario español Jorge Loring Martínez, estrenada en el festival de Cine de Málaga, en la Sala Berlanga (Madrid) y Logroño Filmotech. Emitido por TVE en 2013.

#### La Escuela Olvidada (2011)
Documental que profundiza en la reforma educativa llevada a cabo por la Segunda República española, basada en el experimento pedagógico del Instituto-Escuela y la Institución Libre de Enseñanza. Se ha proyectado en la Universidad Complutense de Madrid, la Universidad de Córdoba, la Universidad de Huelva, Málaga (Museo Picasso), también en Barcelona, Tarragona, Valladolid, Alicante y México DF, en el Colegio Madrid, el Ateneo español en México y la Escuela de Cine Mexicano. Estrenado en TVE  y el Canal Historia.

#### El secreto de educar (2008)
Su primer documental escrito y dirigido,  sobre historia de las fundadoras del Colegio Estudio, Jimena Menéndez Pidal, Carmen García del Diestro y Ángeles Gasset, continuadoras de la pedagogía del Instituto-Escuela. Fue presentado en Logroño y en el 'Donnes International Film Festival' y programado en la sede del Instituto Cervantes de Nueva York, Shangay, Brasil, El Cairo, Lyon, Estocolmo, Marrakech, Bucarest, Tetuán, Chicago, etc. Ha sido traducido al portugués, turco, inglés y emitido por Canal Historia.

#### Leonora Carrington y el juego surrealista
Con este documental dedicado a la última surrealista y dirigido por Javier Martín Domínguez, se estrenó como productora ejecutiva. Emitido en TVE